# جون فلاك
جون فلاك (بالإنجليزية: John Flack)‏ هو سياسي بريطاني، ولد في 3 يناير 1957 في المملكة المتحدة. حزبياً، نشط في حزب المحافظين. وقد انتخب عضو في البرلمان الأوروبي عن دائرة East of England (European Parliament constituency) ‏ لترشحه ضمن قائمة حزب المحافظين، وقد انضم خلال فترته النيابية (28 يونيو 2017 – ) للكتلة البرلمانية كتلة المحافظين والإصلاحيين الأوروبيين.